# Eduard Frey
 Eduard Frey-Stauffer (3 de noviembre de 1888 - 23 de abril de 1974 ) fue un botánico, micólogo y gran liquenólogo suizo. Trabajó extensamente en la florística y en la fitosociología de las briófitas; y pionero en la metodología sigmatista de las comunidades de líquenes de los Alpes helvéticos.

## Biografía
Estuvo en España, más precisamente en Cataluña, expedicionando y encontrándose con Braun-Blanquet en 1934, y en 1950 con Oriol de Bòlos, tratando nuevos líquenes.
Su impresionante herbario, con más de 30.000 especímenes de líquenes de Europa central, y luego del fallecimiento del autor, se vendió a la Universidad de Berna, entre 1978 a 1995, fue centro del Departamento de Criptogámas donde dos generaciones de liquenólogos se entrenaron. En septiembre de 2000, se cierra ese departamento en Berna, y el herbario Frey fue al "Conservatorio y Jardín Botánico de Ginebra (G). Y en 2010, ese herbario es hospedado en G e integrará la colección general. Toda esta historia se halla en un artículo publicado en Meylania, vol. 20.

## Algunas publicaciones
- 1939. A new species of Umbilicaria from the Antarctic, resumen

### Libros
- 1975. Die Moosflora der montanen Stufe des Raumes Ramosch-Strada und der angrenzenden Gebiete des Unterengadins. Parte 5 de Ergebnisse der wissenschaftlichen Untersuchungen des Schweizerischen Nationalparks. Con Fritz Ochsner. Editor Nationalpark-Museum, 73 pp.

- 1971. Cladoniaceae [und] Umbilicariaceae. Kryptogamen-flora von Deutschland, Oesterreich und der Schweiz: abt. 4, Ludwig Rabenhorst. Editor Johnson Reprint Corp. 426 pp.

- 1966. Flora des Kantons Zug. Volumen 20 de Mitteilungen, Naturforschende Gesellschaft Luzern. Con Wolfgang Merz. Editor Kommissionsverlag E. Haag, 368 pp.

- 1947. Flechten und Moose in den Versuchsflächen einer Nardusweide auf der Schinigerplatte bei Interlaken: Von Eduard Frey und Fritz Ochsner mit einer Einführung von Werner Lüdi. [Kopftitel.] 28 pp.

- 1934. Kryptogamen-Flora von Deutschland, Österreich und der Schweiz. Volumen 1 y 9. Con Adolf Hugo Magnusson, Karl Redinger, Karl von Keissler, Ludwig Rabenhorst, A. Grunow, Christian Friedo Eckhard Erichsen, Hermann Zscacke. 2ª edición de Akademische Verlag, 695 pp.